# Louis Mercier (acteur)
Pour les articles homonymes, voir Mercier et Louis Mercier.
Louis (Gabriel) Mercier, né le 7 mars 1901 à Alger (alors Algérie française) et mort le 25 mars 1993 à Pasadena (Californie), est un acteur français.

## Biographie
Immigré dans sa jeunesse aux États-Unis, Louis Mercier y fait toute sa carrière et débute au cinéma dans trois films muets sortis en 1926, dont Paris d'Edmund Goulding (avec Charles Ray et Joan Crawford).
Suivent cent-vingt-cinq autres films américains à partir de 1929, dont La Piste des géants de Pierre Couderc (1931, avec Gaston Glass et Jeanne Helbling), Sahara de Zoltan Korda (1943, avec Humphrey Bogart et Dan Duryea), Tant que soufflera la tempête d'Henry King (1955, avec Tyrone Power et Susan Hayward) et Le Diable à 4 heures de Mervyn LeRoy (1961, avec Spencer Tracy et Frank Sinatra).
Ses deux derniers films sont Darling Lili de Blake Edwards (1970, avec Julie Andrews et Rock Hudson) et De l'autre côté de minuit de Charles Jarrott (1977, avec Marie-France Pisier et John Beck).
À la télévision américaine, excepté un téléfilm diffusé en 1968, il apparaît surtout dans trente-neuf séries, depuis Les Aventures de Superman (un épisode, 1952) jusqu'à Les Arpents verts (un épisode, 1967).
Entretemps, mentionnons Maverick (deux épisodes, 1958), Thriller (deux épisodes, 1961) et Au cœur du temps (un épisode, 1966).

## Filmographie partielle

### Cinéma
- 1926 : Paris d'Edmund Goulding : un gigolo
- 1926 : La Tentatrice (The Temptress) de Fred Niblo et Mauritz Stiller : un vendeur de journaux
- 1929 : Le Torrent fatal (Weary River) de Frank Lloyd : un ami de Jerry au Barney's
- 1930 : Le Beau Contrebandier (Women Everywhere) d'Alexander Korda : un serveur
- 1930 : L'Énigmatique Monsieur Parkes de Louis Gasnier (version française de Slightly Scarlet (en), 1930)
- 1931 : La Piste des géants de Pierre Couderc (version française de The Big Trail, 1930) : Lopez
- 1935 : La Fugue de Mariette (Naughty Marietta) de Robert Z. Leonard et W. S. Van Dyke : un duelliste
- 1935 : Aimez-moi toujours (Love Me Forever) de Victor Schertzinger : un serveur
- 1935 : Capitaine Blood (Captain Blood) de Michael Curtiz : un pirate
- 1936 : Rose-Marie (Rose Marie) de W. S. Van Dyke : un admirateur
- 1936 : Sous deux drapeaux (Under Two Flags) de Frank Lloyd : Barron
- 1936 : Les Chemins de la gloire (The Road to Glory) d'Howard Hawks : un soldat effrayé
- 1936 : Le Jardin d'Allah (The Garden of Allah) de Richard Boleslawski : un membre de la patrouille De Trevignac
- 1937 : Aventure en Espagne (Love Under Fire) de George Marshall : un musicien
- 1937 : Charlie Chan at Monte Carlo d'Eugene Forde : un chauffeur de taxi
- 1938 : L'Insoumise (Jezebel) de William Wyler : un compagnon de bar
- 1939 :  La Grande Farandole (The Story of Vernon and Irene Castle) de H. C. Potter : un chanteur français
- 1939 : Pack Up Your Troubles de H. Bruce Humberstone : soldat français
- 1940 : La Femme aux brillants (Adventure in Diamonds) de George Fitzmaurice : un marin français
- 1941 : Révolte au large (This Woman Is Mine) de Frank Lloyd : Marcel « La Fantaisie »
- 1942 : Espionne aux enchères (The Lady Has Plans) de Sidney Lanfield : Bellhop
- 1942 : Casablanca de Michael Curtiz : un trafiquant marocain de bijoux
- 1942 : Quelque part en France (Reunion in France) de Jules Dassin : un chauffeur
- 1943 : Sahara de Zoltan Korda : Jean Leroux « Frenchie »
- 1943 : Le Chant de Bernadette (The Song of Bernadette) d'Henry King : un colporteur
- 1944 : Le Masque de Dimitrios (The Mask of Dimitrios) de Jean Negulesco : un policier bulgare
- 1944 : Le Port de l'angoisse (To Have and Have Not) d'Howard Hawks : un gaulliste
- 1945 : Pris au piège (Cornered) d'Edward Dmytryk : Étienne Rougon
- 1945 : L'Intrigante de Saratoga (Saratoga Trunk) de Sam Wood : le second
- 1946 : La Poursuite infernale (My Darling Clementine) de John Ford : le chef cuisinier François
- 1946 : Jalousie (Deception) d'Irving Rapper : un serveur
- 1946 : Le Fil du rasoir (The Razor's Edge) d'Edmund Goulding : le guide du quartier arabe « Little Frenchman »
- 1948 : Ombres sur Paris (To the Victor) de Delmer Daves : Marcel
- 1950 : Planqué malgré lui (When Willie Comes Marching Home) de John Ford : un résistant français
- 1951 : Tout ou rien (Go for Broke!) de Robert Pirosh : un fermier français
- 1951 : Show Boat de George Sidney : Dabney
- 1951 : Miracle à Tunis (The Light Touch) de Richard Brooks : un serveur
- 1952 : Deux Durs à cuire (What Price Glory) : Bouchard
- 1952 : Lydia Bailey de Jean Negulesco : Millet
- 1953 : French Line (The French Line) de Lloyd Bacon : un steward
- 1954 : La Dernière Fois que j'ai vu Paris (The Last Time I Saw Paris) de Richard Brooks : un écrivain
- 1955 : La Main au collet (To Catch a Thief) d'Alfred Hitchcock : un croupier
- 1955 : Tant que soufflera la tempête (Untamed) d'Henry King : Joubert
- 1955 : La Cuisine des anges (We're No Angels) de Michael Curtiz : Celeste
- 1956 : Attaque (Attack!) de Robert Aldrich : le forgeron Brouise
- 1956 : L'Homme qui en savait trop (The Man Who Know Too Much) d'Alfred Hitchcock : un policier français
- 1957 : Elle et lui (An Affair to Remember) de Leo McCarey : Mario
- 1957 : La Blonde explosive (Will Success Spoil Rock Hunter?) de Frank Tashlin : un français
- 1958 : C'est la guerre (Lafayette Escadrille) de William A. Wellman : le capitaine Honoré
- 1959 : L'Homme qui comprend les femmes (The Man Who Understood Women) de Nunnally Johnson : le barman Pedro
- 1959 : Cargaison dangereuse (The Wreck of the Mary Deare) de Michael Anderson : le commandant de police
- 1960 : Les Sept Voleurs (Seven Thieves) d'Henry Hathaway : un employé du casino
- 1961 : Le Diable à 4 heures (The Devil at 4 O'Clock) de Mervyn LeRoy : le caporal
- 1962 : Tendre est la nuit (Tender Is the Night) d'Henry King : le concierge
- 1964 : La mariée a du chien (Wild and Wonderful) de Michael Anderson : le policier Le Becque
- 1965 : Gare à la peinture (The Art of Love) de Norman Jewison : le magistrat
- 1966 : Made in Paris de Boris Sagal : le barman Raoul
- 1970 : Darling Lili de Blake Edwards : le général français
- 1977 : De l'autre côté de minuit (The Other Side of Midnight) de Charles Jarrott : un chauffeur de taxi parisien

### Télévision
(séries, sauf mention contraire)
- 1952 : Les Aventures de Superman (Adventures of Superman)
  - Saison 1, épisode 7 The Birthday Letter de Lee Sholem : LaRue
- 1958 : Maverick
  - Saison 1, épisode 18 Diamond in the Rough de Douglas Heyes : Beaujean
  - Saison 2, épisode 6 Escape to Tampico de Douglas Heyes : Raoul Gireaux
- 1958 : Monsieur et Madame détective (The Thin Man)
  - Saison 2, épisode 8 Design for Murder de John Newland : le propriétaire
- 1959 : Alfred Hitchcock présente (Alfred Hitchcock Presents)
  - Saison 4, épisode 24 Trafic de bijoux (The Avon Emeralds) de Bretaigne Windust : le commissaire Clément Jouin
- 1959 : 77 Sunset Strip
  - Saison 1, épisode 25 A Check Will Do Nicely d'Ida Lupino : Robert

- 1960 : Peter Gunn

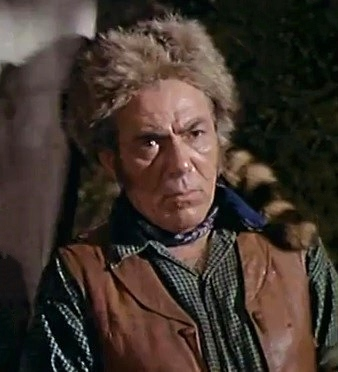
Dans la série Bonanza,
épisode Le Dernier Viking (1960)

  - Saison 3, épisode 3 The Maitre d’ d'Alan Crosland Jr. : le chef cuisinier
- 1960 : Bonanza
  - Saison 2, épisode 10 Le Dernier Viking (The Last Viking) de John Florea : Duzzacq
- 1960 : Lock-Up (en)
  - Saison 2, épisode 21 A French Affair : Armand Grandier
- 1961 : Thriller
  - Saison 1, épisode 34 Le Prisonnier du miroir (The Prisoner in the Mirror) d'Herschel Daugherty : M. Armand
  - Saison 2, épisode 2 La Guillotine (Guillotine) d'Ida Lupino : le garde d'enceinte
- 1961 : Perry Mason
  - Saison 5, épisode 5 The Case of the Crying Comedian d'Arthur Marks : Remy
- 1962-1966 : Combat ! (Combat!)
  - Saison 1, épisode 6 Missing in Action (1962) : Gallard
  - Saison 2, épisode 30 Command (1964) de Bernard McEveety : Jean Bayard
  - Saison 4, épisode 20 Counterplay (1966) d'Alan Crosland Jr. : Paul Dubois
- 1965 : L'Homme à la Rolls (Burke's Law), première série
  - Saison 3, épisode 9 The Weapon : Duprez
- 1966 : Adèle (Hazel)
  - Saison 5, épisode 20 How to Find Work Without Really Trying de William D. Russell : Pierre Rolland
- 1966 : Les Espions (I Spy)
  - Saison 1, épisode 19 Cuisine à la turque (Turkish Delight) de Paul Wendkos : De Pierrefeu
- 1966 : Au cœur du temps (The Time Tunnel)
  - Saison unique, épisode 10 Le Règne de la Terreur (Reign of Terror) de Sobey Martin : Antoine Simon
- 1967 : Jinny de mes rêves (I Dream of Jeannie)
  - Saison 2, épisode 17 L'Espion (My Master, the Spy) d'Hal Cooper : le général Rafael
- 1967 : Les Arpents verts (Green Acres)
  - Saison 3, épisode 10 Das Lumpen de Richard L. Bare : un serveur
- 1968 : To Die in Paris (en) de Charles S. Dubin et Allen Reisner (en) (téléfilm) : Varra